# Santhià
Santhià (français : Santya) est une commune italienne de la province de Verceil dans la région Piémont en Italie.

## Histoire
Santhya fut française entre le 11 septembre 1802 et le mois d'avril 1814. Elle faisait alors partie du département de la Sézia dont elle était chef-lieu d'arrondissement. En français, son nom ne prenait pas d'accent : Santhia.

## Transport
La commune est traversée par la ligne de Turin à Milan, la Gare de Santhià est desservie par des trains Trenitalia

## Administration
| Période                                  | Période | Identité | Étiquette | Qualité |
| ---------------------------------------- | ------- | -------- | --------- | ------- |
|                                          |         |          |           |         |
| Les données manquantes sont à compléter. |         |          |           |         |

### Hameaux
Bosafarinera Vettigne'

### Communes limitrophes
Alice Castello, Carisio, Casanova Elvo, Cavaglià, Crova, Formigliana, San Germano Vercellese, Tronzano Vercellese